# Der Silbersee
Der Silbersee – Ein Wintermärchen ist ein Bühnenspiel von Kurt Weill in 3 Akten nach einem Text von Georg Kaiser. Es wurde am 18. Februar 1933 unter Detlef Sierck (Regisseur) und Gustav Brecher (Dirigent) in Leipzig uraufgeführt, 3 Wochen nach der Machtübernahme durch die Nationalsozialistische Deutsche Arbeiterpartei am 30. Januar 1933. Es ist das letzte Projekt Weills vor seiner Flucht ins Ausland am 21. März 1933, dem „Tag von Potsdam“, und wurde nach der 16. Aufführung in Leipzig am 4. März 1933 von den Nationalsozialisten abgesetzt.

## Handlung
Olim, ein preußischer Polizist, schießt auf den flüchtenden Severin, der eine Ananas gestohlen hat und mit anderen Hunger leidenden Außenseitern am Silbersee haust. Severin überlebt, und Olim hat seither Gewissensbisse. Er gewinnt in der Lotterie den Hauptgewinn und kauft das Schloss am Silbersee vom in der Weimarer Republik demokratisch entmachteten Adel. Er nimmt den Angeschossenen zu sich auf, pflegt ihn, und will, dass dieser sein Freund wird. Severin wird depressiv und erhofft sich Befreiung durch Rache an dem Polizisten, der auf ihn geschossen hat, so dass sich auf dem Anwesen unterschwellig ein Konflikt entwickelt bis Severin schließlich erfährt, dass Olim jener Polizist war.
Die als Haushälterin tätige Frau von Luber spielt beide Männer gegeneinander aus, so dass sich Olim an Leib und Leben von Severin bedroht fühlt und Frau von Luber sein gesamtes Hab und Gut mit einer vermeintlichen Vollmacht übereignet. Frau von Luber feiert mit Baron Laur die Wiederherstellung der alten Herrlichkeit und verjagt Severin und Olim aus dem Schloss. Severin und Olim versöhnen sich letztlich und wollen nichts weiter als im Silbersee sterben. Dieser friert plötzlich zu und geleitet beide zur „Helligkeit“. Nach zahlreichen Anspielungen auf die damalige Machtergreifung Adolf Hitlers wendet sich das Finale nun mahnend an die Zuschauer, wie Olim und Severin ebenfalls nicht der nationalsozialistischen Hetze zu erliegen und sich vor Intrigen des Adels zu hüten: „Euch entlässt die Verpflichtung weiter zu leben noch nicht …“

## Musik
Obwohl dem Silbersee ein Theaterstück zugrunde liegt und der Großteil der Handlung gesprochen wird, verlangt es in der musikalischen Ausarbeitung Weills ausgebildete Sänger und ein mittelgroßes Orchester. Weill nutzt dazu, ähnlich wie in anderen Werken, eine Vielzahl an Formen wie die Kantate, Instrumental-Stücke, Moritaten und Lieder. Er stellt Grenzen von Gattungen und Genres in Frage. Die Nazis nannten das Stück deshalb über den Begriff der Entartung hinaus einen „musikalischen Bastard“. Weil es sich aufgrund seiner Beschaffenheit weder auf der Opern- noch auf der Theaterbühne hat durchsetzen können, fällt es noch heute schwer, eine geeignete Aufführungsform zu finden.

## Rezeption und Folgen
Die Schauspieloper wurde in den drei Städten Leipzig, Magdeburg und Erfurt zugleich uraufgeführt. Die Leipziger Uraufführung am 18. Februar 1933 vom Leipziger Sinfonieorchester unter Leitung von Gustav Brecher wurde zunächst als „großer Tag des städtischen Theaters“ gefeiert. Während weniger parteiaffine Theaterkritiker positiv reagierten, griff die NS-Presse das Werk scharf als „verkümmertes Denkdrama“ an:

„Die Musik Kurt Weills bedeutet stilistisch (…) eine sehr bemerkenswerte Weiterbildung der Musik zur Dreigroschenoper. (…) Die Musik hat einen ganz starken dramatischen Nerv.“

„Wer (…) das verkümmerte ‚Denkdrama‘ Georg Kaisers durchschaut, wird sich durch den unehrlichen sozialen Unterton des ‚Wintermärchens‘ nicht bluffen lassen. (…) Nun wird er (Gustav Brecher) ihn (Adolf Hitler) und die von ihm ausgehende, alles Ungesunde und Schädliche hinwegwerfende Kraft noch genau kennenlernen!“

Nach Protesten und Boykottdrohungen wurde das Stück in allen drei Städten abgesetzt. Einen Tag nach dem Verbot des Stücks durch die NSDAP am 4. März 1933 wurde Georg Kaiser aus der Preußischen Akademie der Künste ausgeschlossen. Am 10. Mai wurde das Stück auf dem Berliner Opernplatz in der durch Caspar Neher illustrierten Ausgabe verbrannt. Im Mai 1940 nehmen sich Dirigent Brecher und seine Frau Gertrud Deutsch (Tochter von Felix Deutsch), beide seit sieben Jahren auf der Flucht, bei Ostende aus Angst, deutschen Besatzern in die Hände zu fallen, gemeinsam das Leben.
Nach dem Zweiten Weltkrieg wurde Der Silbersee nur selten und dabei häufig konzertant und verkürzt aufgeführt. Eine Kurzfassung mit reduzierter Orchesterbesetzung richteten Hans Lietzau und Boris Blacher für das Schlossparktheater West-Berlin zum 19. September 1955 ein und nahmen mit dieser Inszenierung auch an den Berliner Festwochen teil. Beim Holland Festival in Den Haag zeigten Josef Heinzelmann und David Drew am 25. Juni 1971 eine 90-minütige Konzertfassung, erzählerisch von Lotte Lenya begleitet (Dirigent Gary Bertini). Am 10. September 1975 wurde in Berlin eine 50-minütige Konzertfassung von David Drew für fünf Solisten, Chor und Orchester ohne Dialogpartien dargeboten (Dirigent Gary Bertini). Unter dem Titel Silverlake wurde am 20. März 1980 eine freie Bearbeitung mit einem englischen Libretto von Hugh C. Wheeler und einer erweiterten Bühnenmusik von Lys Simonette im New York State Theater in New York City aufgeführt. Regie führte Harold Prince, Dirigent war Julius Rudel. Im Herbst 1995 wurde eine Serie von sieben szenischen Vorstellungen der Neuen Oper Wien im Wiener Jugendstiltheater am Steinhof gegeben. Dirigent war Walter Kobéra. Inszeniert wurde das Werk damals von Bruno Berger-Gorsky.
Der deutsche Dirigent Ingo Metzmacher leitete am 15. Dezember 2007 eine konzertante Aufführung des Werks mit der Berliner Philharmonie und dem Rundfunkchor Berlin in Berlin, die von Deutschlandradio Kultur aufgezeichnet wurde. Am 29. Januar 2009 wurde das Wintermärchen am Theater Augsburg in einer sachlich reduzierten Inszenierung von Manfred Weiß gezeigt. Unter der Regie von Intendant Lars-Ole Walburg wurde das Werk am 19. März 2011 am Schauspielhaus Hannover gezeigt (Musikalische Leitung: Thomas Posth) und kam bei den Kritikern mehrheitlich gut an: „Am Ende sieht der ganze kunstvoll arrangierte Abend so aus, als hätte Tim Burton einen Stummfilm gedreht.“